# イズマッシュ・サイガ12
イズマッシュ・サイガ12（ロシア語: ИжМаш Сайга 12, ロシア語ラテン翻字: IzhMash Sayga 12、英語: Izhmash Saiga 12）は、ロシアのイズマッシュ社が開発したボックスマガジンタイプの民間人・警備会社・法執行機関向け12ゲージセミオート式散弾銃。

## 概要
本銃は世界三大ライフルとして呼称されるAK-47の系列を汲むものであり、内部機構のガス圧ロータリーシステムはAK-47に酷似した設計である。AK-47をベースに開発されているため耐久性や信頼性が高く、モデルによっては狙撃用光学照準器を装着して使用することもできる。低価格でAK-47と同じくボックスマガジンを使用して銃弾の装填ができるため、散弾銃のマッチレースなどでも注目を浴びている。
また、バリエーションにもよるが日本でも所持ができる散弾銃であり、国内で所持可能なものは曲銃床の形式で設計されている。また、国内での所持に際しては日本の法律の関係で弾倉の装弾数が2発に改造される。曲銃床では握りにくいこともあり、所持者によってはSVDタイプのストックに改造しているものも見られる。
また、イズマッシュ社はAKS-74Uのような外観の軍用散弾銃KS-Kを開発した。
同社は同じシリーズとしてサイガという名のハンティング用セミオートライフルを販売している。7.62x39mm弾・.223Rem・5.6х39mm弾・.308Win・9x53mmR弾の5種類の口径がある。
また、サイガ12と同じロシア製散弾銃で、モロト工場がRPK軽機関銃を元に開発した「ヴェープル12モロト」という散弾銃が存在する。

## バリエーション
サイガシリーズは主に「isp」とその後の数字によってモデル番号を表している。またS、Kなどの符号があり、Sは銃床が折りたたみが可能でロシア銃規制に合わせ銃身が延長されている仕様で、Kはカービン仕様で銃床は折り畳めるがロシア銃規制に合わせ銃床を折り畳んだ際に安全装置が作動し射撃ができないようになっている。

### サイガ-12S isp.10
サイガ-12S isp.10は、680mmの銃身と折りたたみ可能な銃床を備えたS仕様。

### サイガ-12K isp.10
サイガ-12K isp.10は、430mmの銃身と折り畳んだ際に安全装置が作動する銃床を備えたK仕様。

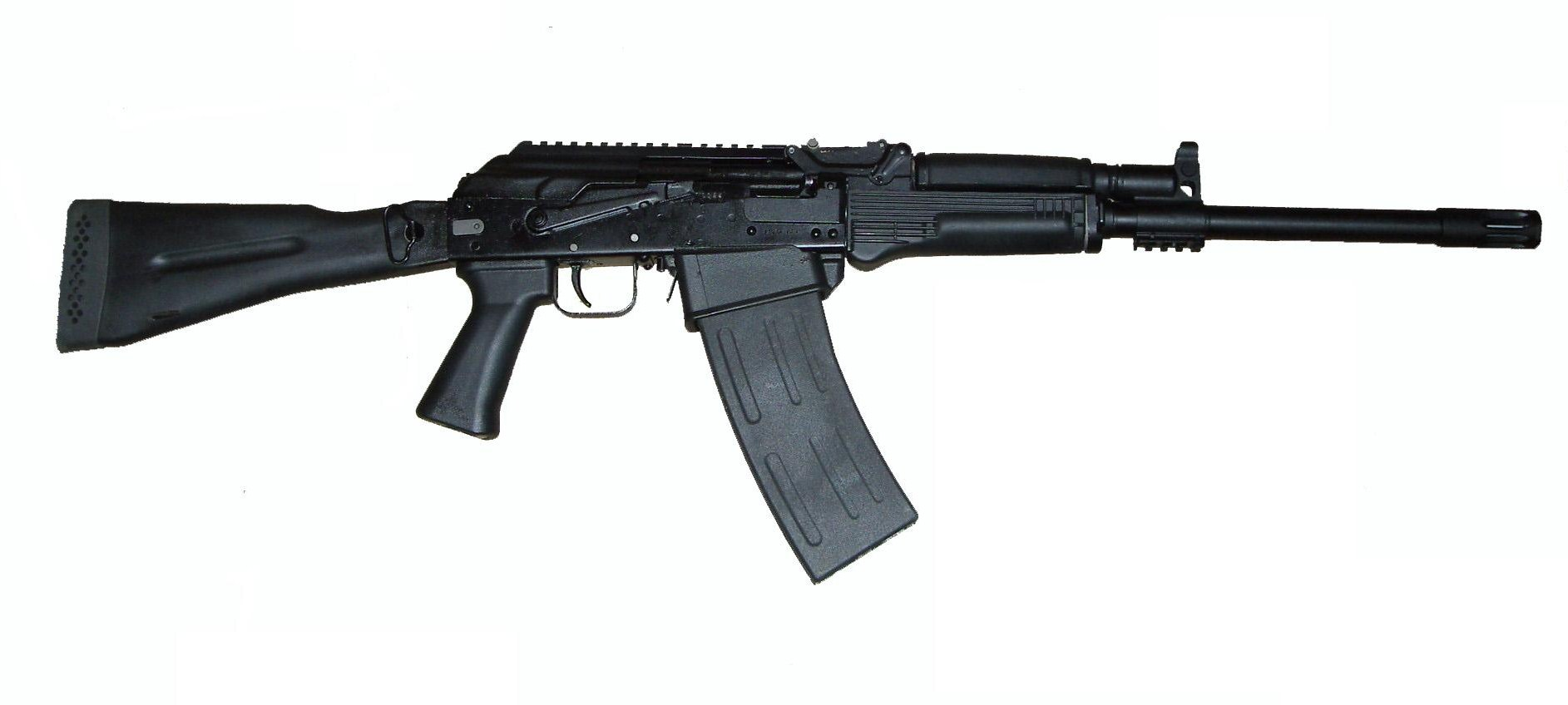
サイガ-12K isp.030

### サイガ-12K isp.030/サイガ-12K isp.30
サイガ-12K isp.030は、430mmの銃身と折り畳んだ際に安全装置が作動する銃床を備えたK仕様。ハンドガードと銃床をAK-74Mのものに変更し、銃尾にゴムパッドを追加、マガジンの保持方法をAKタイプから押し込むだけで保持され、自重で落下するタイプのものに変更している。レシーバー上とガスブロック下部にピカティニーレールを備えている。また銃床がSVDSタイプのサイガ-12K isp.030-1というモデルも存在する。

### サイガ-12S 18.5 KS-K
サイガ-12S 18.5 KS-Kは、サイガ-12K isp.030の法執行機関、軍向けモデルである。銃床を折り畳んだ際の安全装置が削除されていること以外に仕様に違いはない。

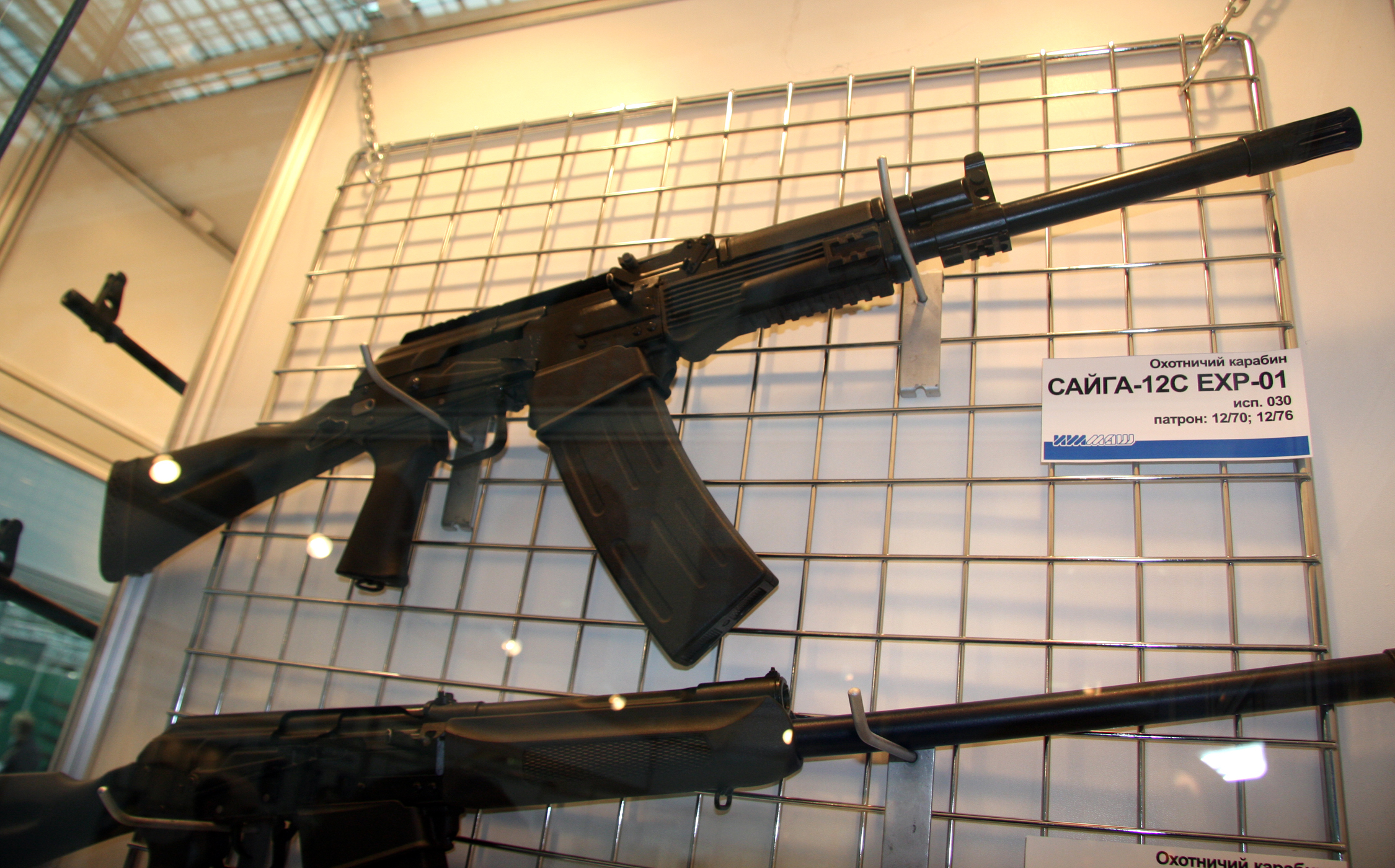
サイガ-12S EXP-01

### サイガ-12S EXP-01
サイガ-12S EXP-01は、サイガ-12K isp.030の海外輸出向けモデル。430mmのカービン銃身を備えているが、銃床を折り畳んだ際の安全装置はない。

### サイガ-12S isp.031
サイガ-12S isp.031は、680mmの銃身と折りたたみ可能な銃床を備えたS仕様。サイガ-12K isp.030の銃身を延長し、銃床を折り畳んでも射撃できるようにしたモデル。

### サイガ-12K isp.033
サイガ-12K isp.033は、330mmの銃身と折り畳んだ際に安全装置が作動する銃床を備えたK仕様。サイガ-12K isp.030のカービン仕様に当たる。また銃床がSVDSタイプのサイガ-12K isp.033-1というモデルも存在する。

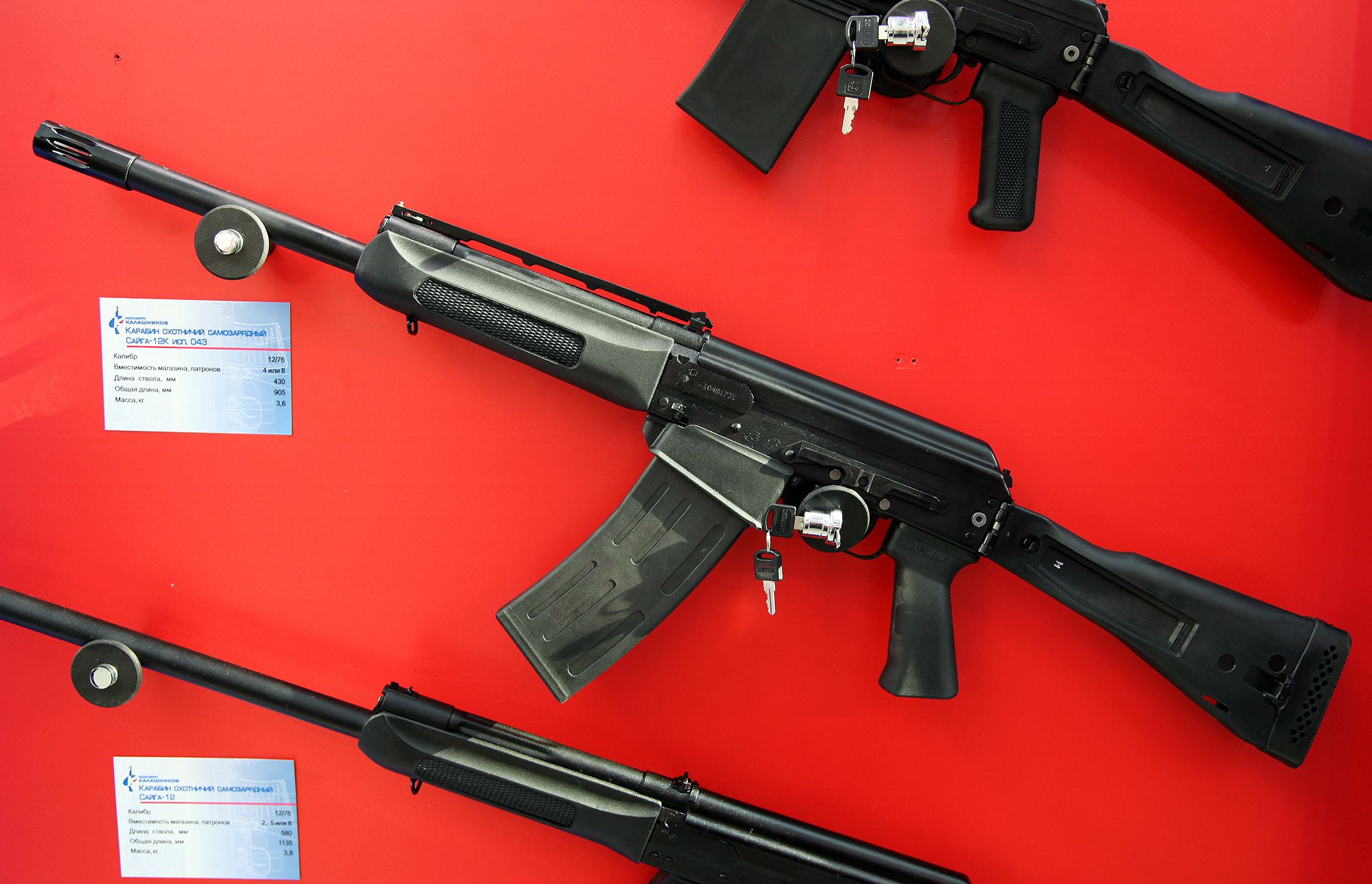
サイガ-12K isp.043

### サイガ-12K isp.043
サイガ-12K isp.043は、430mmの銃身と折り畳んだ際に安全装置が作動する銃床を備えたK仕様。サイガ-12K isp.10のアイアンサイトをバータイプの細長いものに変更したモデル。また差し込むだけで保持されるマガジンキャッチを備えたモデルもある。

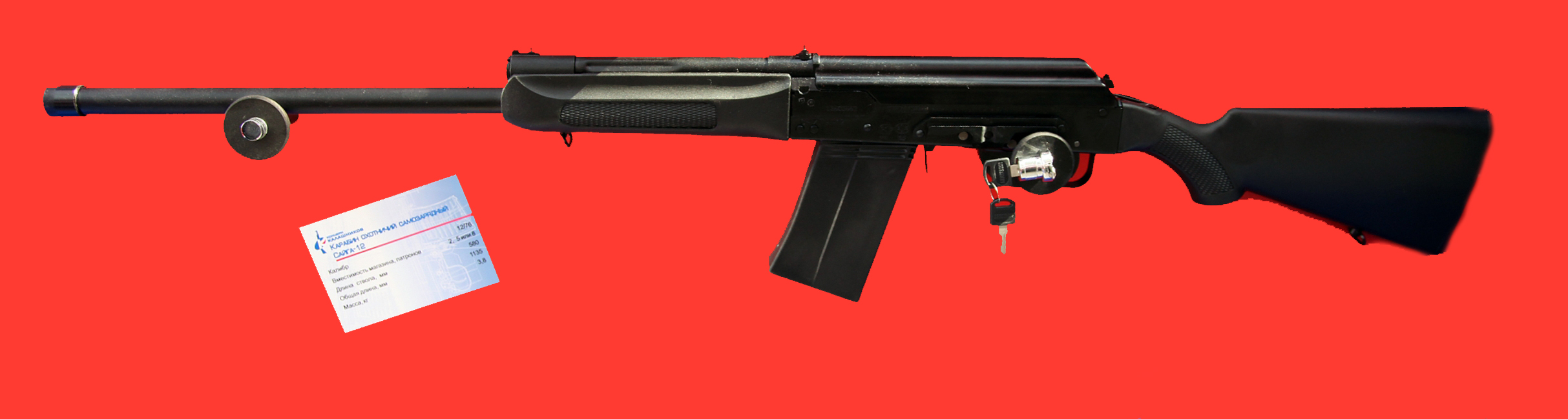
サイガ-12 isp.061

### サイガ-12 isp.061
サイガ-12 isp.061は、580mmの銃身と折りたたみができない銃床を備えた通常仕様。

### サイガ-12 isp.065
サイガ-12 isp.065は、長い銃身と折りたたみができない銃床を備えた通常仕様。サイガ-12 isp.061のアイアンサイトをバータイプ照準器に変更したモデル。

### サイガ-12 isp.071
サイガ-12 isp.071は、長い銃身と折りたたみができない銃床を備えた通常仕様。サイガ-12 isp.065の銃床とハンドガードを木製で構成したモデル。

### サイガ-12 isp.075
サイガ-12 isp.075は、長い銃身と折りたたみができない銃床を備えた通常仕様。サイガ-12 isp.065のバータイプ照準器を延長したモデル。

### サイガ-12S isp.076
サイガ-12S isp.076は、680mmの銃身と折りたたみ可能な銃床を備えたS仕様。フロントサイトをハンドガード先端から銃身先端に移動している。

### サイガ-12 isp.078
サイガ-12 isp.078は、長い銃身と折りたたみができない銃床を備えた通常仕様。サイガ-12S isp.10のアイアンサイトをバータイプ照準器に変更したモデル。また銃床の折りたたみはできない。

### サイガ-12S isp.083 TAS
サイガ-12S isp.083 TASは、K仕様より短い銃身と折りたためる銃床備えたS仕様。ロシア銃規制には違反となる仕様だが競技用として開発されている。アイアンサイトはなくなり、4面のピカティニーレールを備えている。そしてライフル銃床向けのレシーバーに折りたたみ銃床とグリップが一体になった特殊なアダプタを取り付けて運用する。またカラシニコフ・コンツェルン社製である。

### サイガ-12 isp.085
サイガ-12 isp.085は、長い銃身と折りたたみができない銃床を備えた通常仕様。サイガ-12S isp.076と同じタイプのアイアンサイトと木製の固定ライフル銃床とハンドガードを備えている。また銃床、ハンドガードは特別な表面仕上げが施されている。

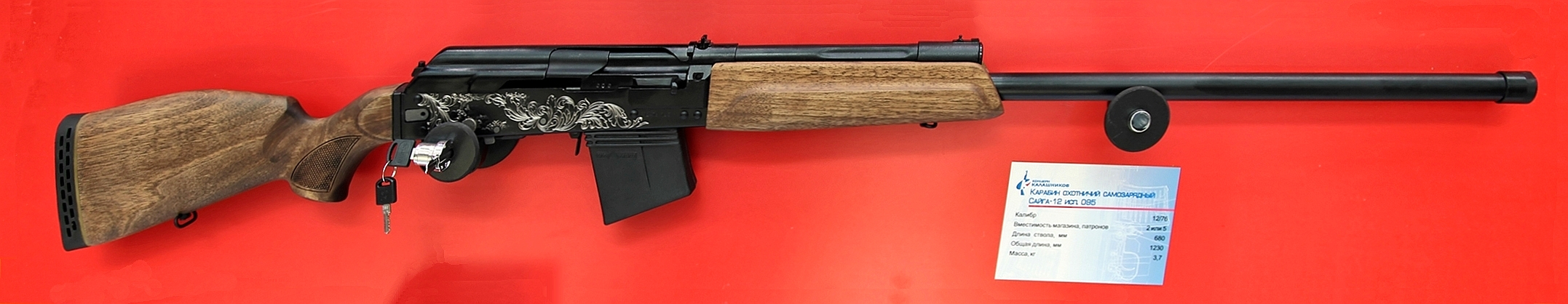
サイガ-12 isp.095

### サイガ-12 isp.095
サイガ-12 isp.095は、680mmの銃身と折りたたみができない銃床を備えた通常仕様。高級仕上げが施された木製のハンドガード、銃床を備えており、レシーバーには金色のエングレーブを施したサイガ-12 isp.061の高級仕様。

### サイガ-12 isp.102
サイガ-12 isp.102は、長い銃身と折りたたみができない銃床を備えた通常仕様。サイガ-12 isp.061のレシーバー、銃床、ハンドガードの形状を変更したモデル。

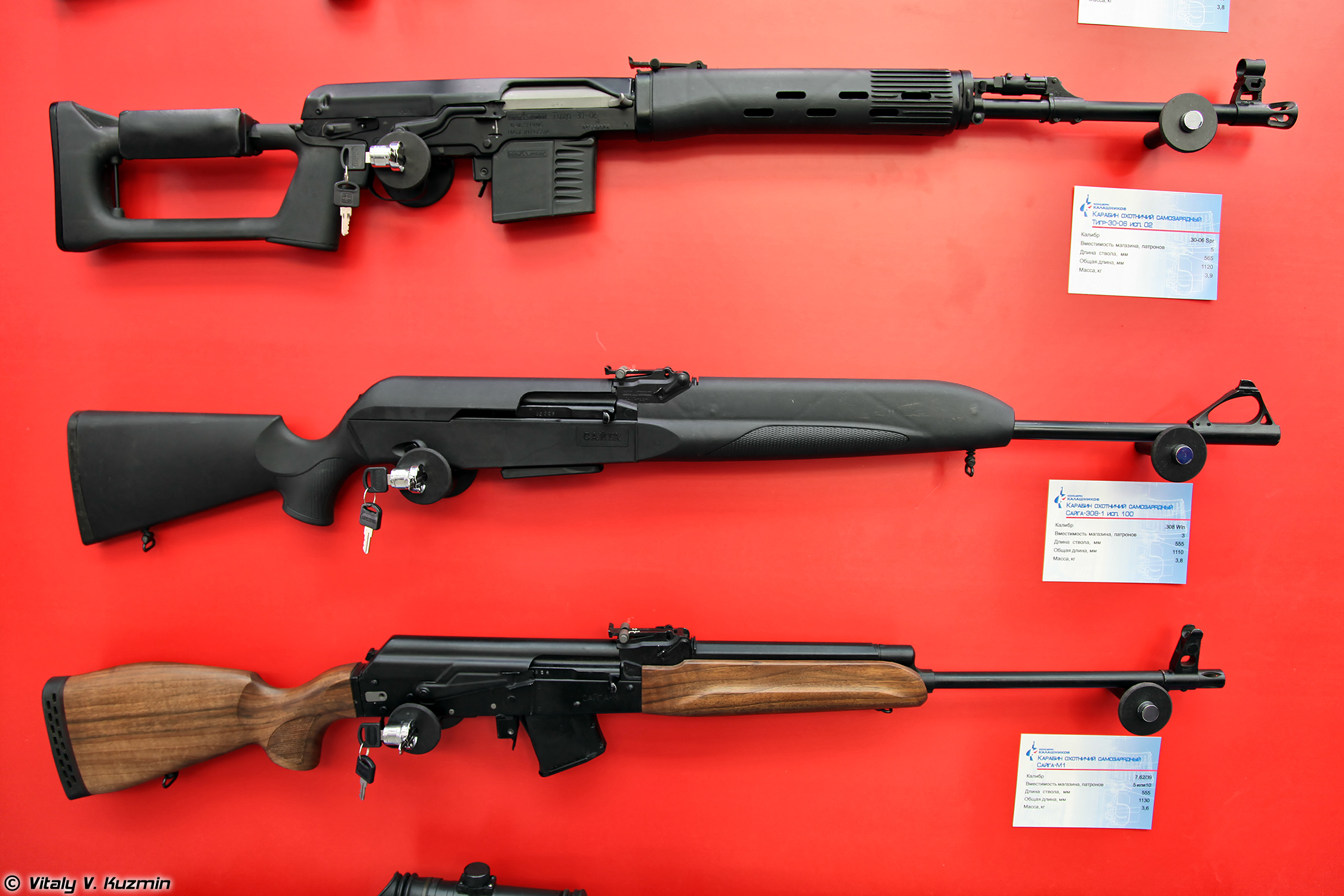
上からタイガー 30-06 isp.02、サイガ-12 isp.103の元となり、デザインも酷似しているサイガ-308 isp.100、サイガ-M

### サイガ-12 isp.103
サイガ-12 isp.103は、長い銃身と折りたたみができない銃床を備えた通常仕様。サイガ-12 isp.102のアイアンサイトをサイガ-12S isp.076のタイプに変更したモデル。

### サイガ-12 isp.265
サイガ-12 isp.265は、長い銃身と折りたたみができない銃床を備えた通常仕様。銃床を後期型SVDのものに変更し、差し込むだけで保持されるマガジンキャッチを備えたモデル。

### サイガ-12 isp.275
サイガ-12 isp.275は、長い銃身と折りたたみができない銃床を備えた通常仕様。サイガ-12 isp.071の銃床、ハンドガードを明るい色の木材で構成したモデル。

### サイガ-12 isp.278
サイガ-12 isp.278は、483mmの銃身と折りたたみができない銃床を備えた通常仕様。差し込むだけで保持されるマガジンキャッチを備え、銃床は固定だが形状が今までのようなライフル銃床ではなく、AK-74 後期型の形状となっている。グリップはPP-19-01と同じものと取り付けている。

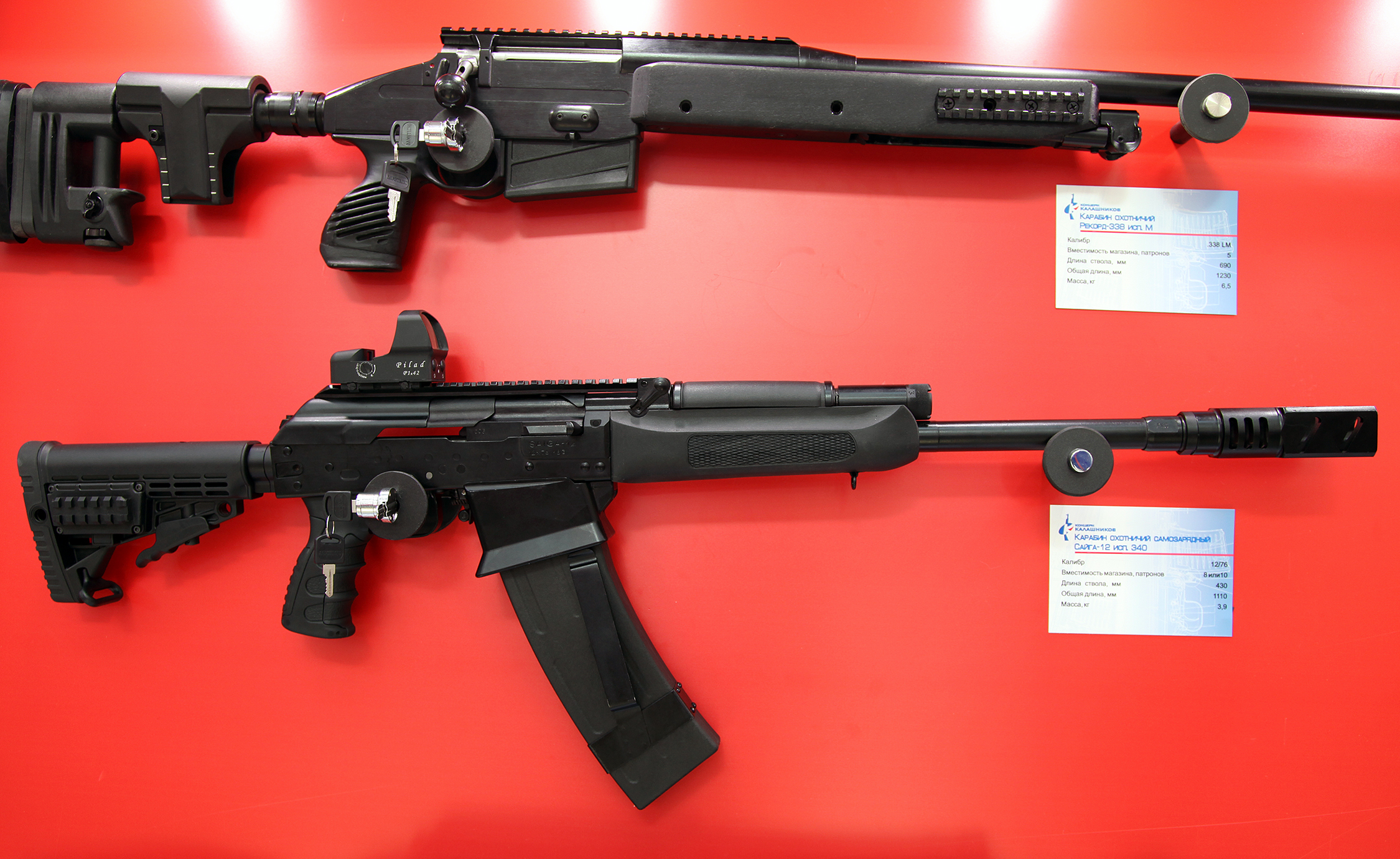
上からRekord-338 isp.M、サイガ-12 isp.340

### サイガ-12 isp.340
サイガ-12 isp.340は、430mmの銃身と折りたたみができない銃床を備えた通常仕様。現在最新仕様で、差し込むだけで保持されるマガジンキャッチを備え、レシーバー上部にピカティニーレールを追加している。銃床は6段階長さが調整できるAR-15パイプの銃床を備えている。またAKV-521のような左側からも操作できるコッキングレバーが追加、フォールドオープンが可能になり、銃口には新しく開発された大型のマズルブレーキが装着されている。そしてガスレジュレータが追加され、これを調整することで高圧、低圧のショットシェルを問題なく射撃できるようになった。

### サイガ-20(20ゲージ)

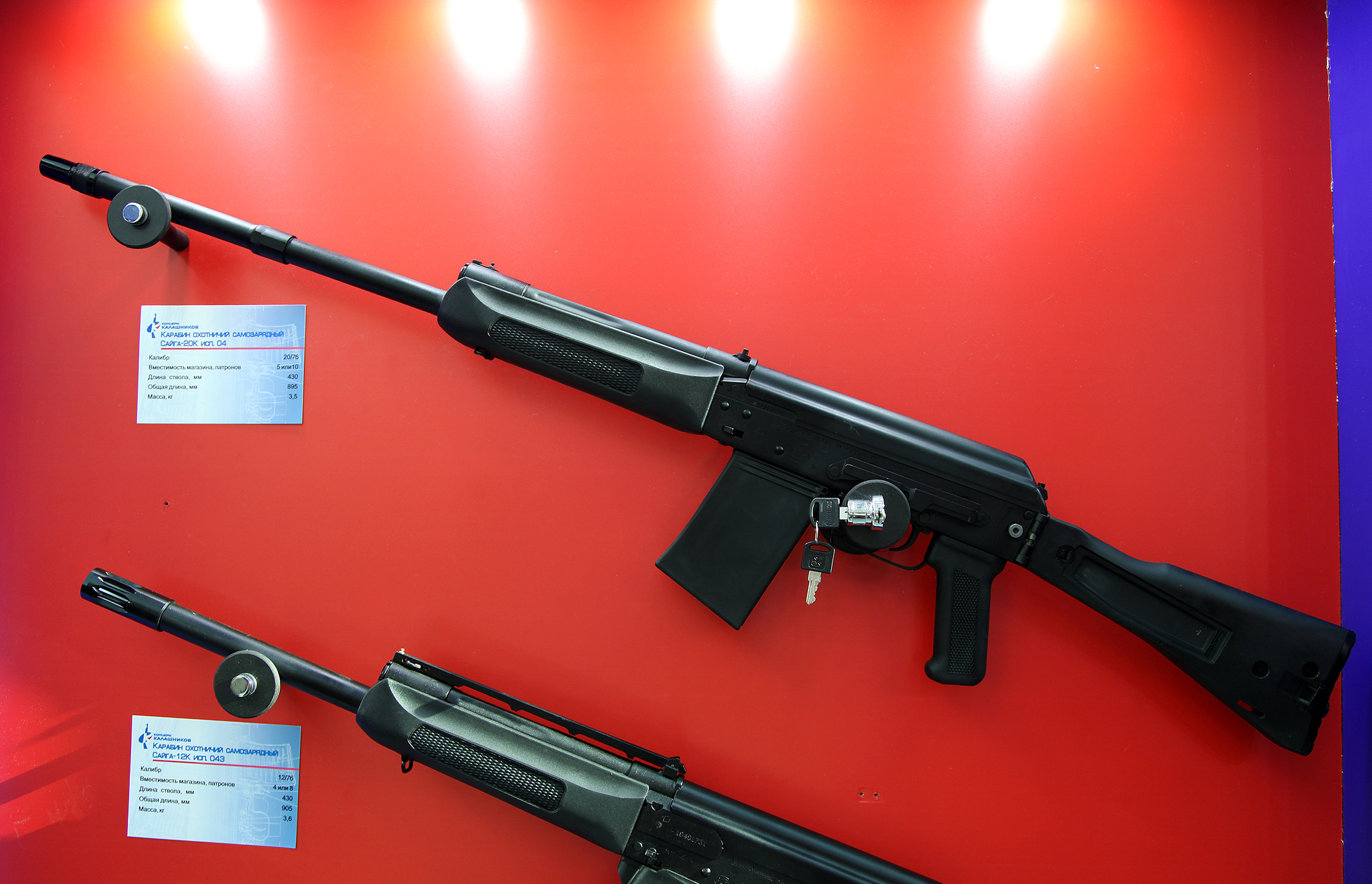
アウターバレルで銃身を延長したサイガ-20K isp.04

### サイガ-20S isp.04
サイガ-20S isp.04は、570mmの銃身と折りたたみ可能な銃床を備えたS仕様。

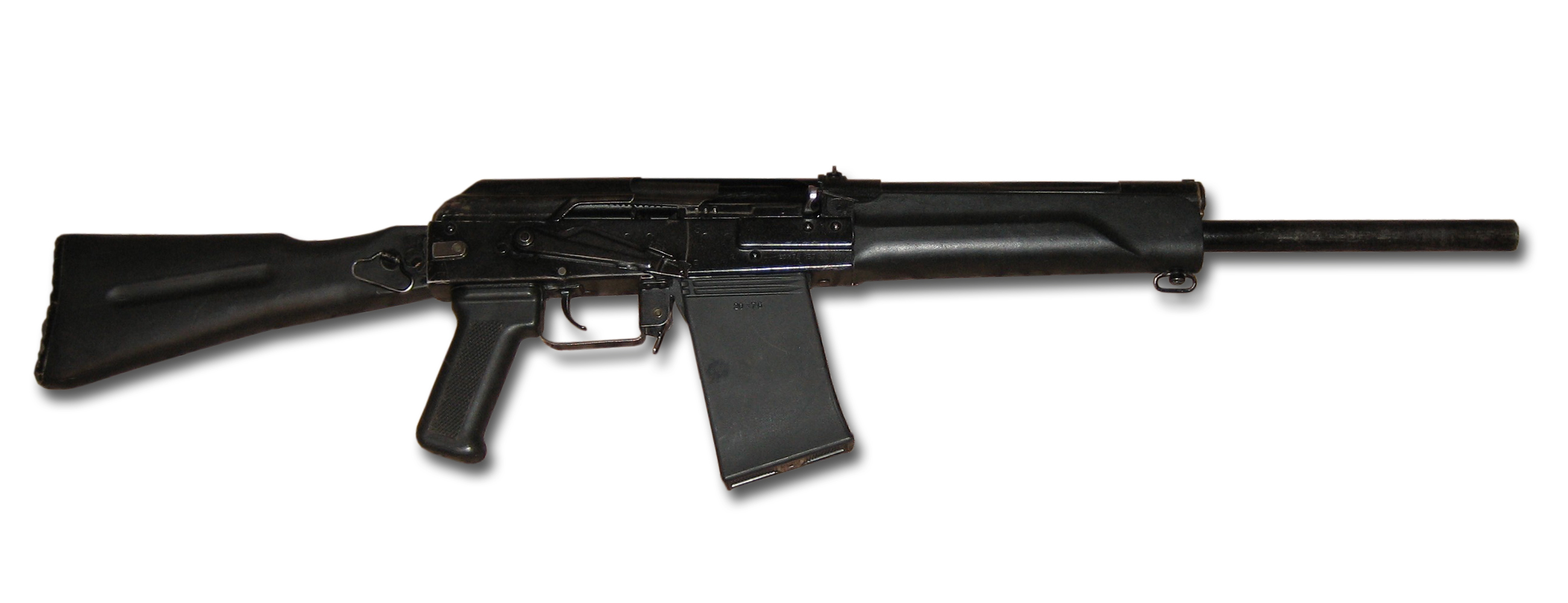
サイガ-20K isp.04

### サイガ-20K isp.04
サイガ-20K isp.04は、430mmの銃身と折り畳んだ際に安全装置が作動する銃床を備えたK仕様。

### サイガ-20 isp.10
サイガ-20 isp.10は、570mmの銃身と折りたたみができない銃床を備えた通常仕様。

### サイガ-20 isp.22
サイガ-20 isp.22は、680mmの銃身と折りたたみができない銃床を備えた通常仕様。銃床、ハンドガードを木製で構成している。またアイアンサイトをバータイプ照準器に変更されている。

### サイガ-410(410ゲージ)

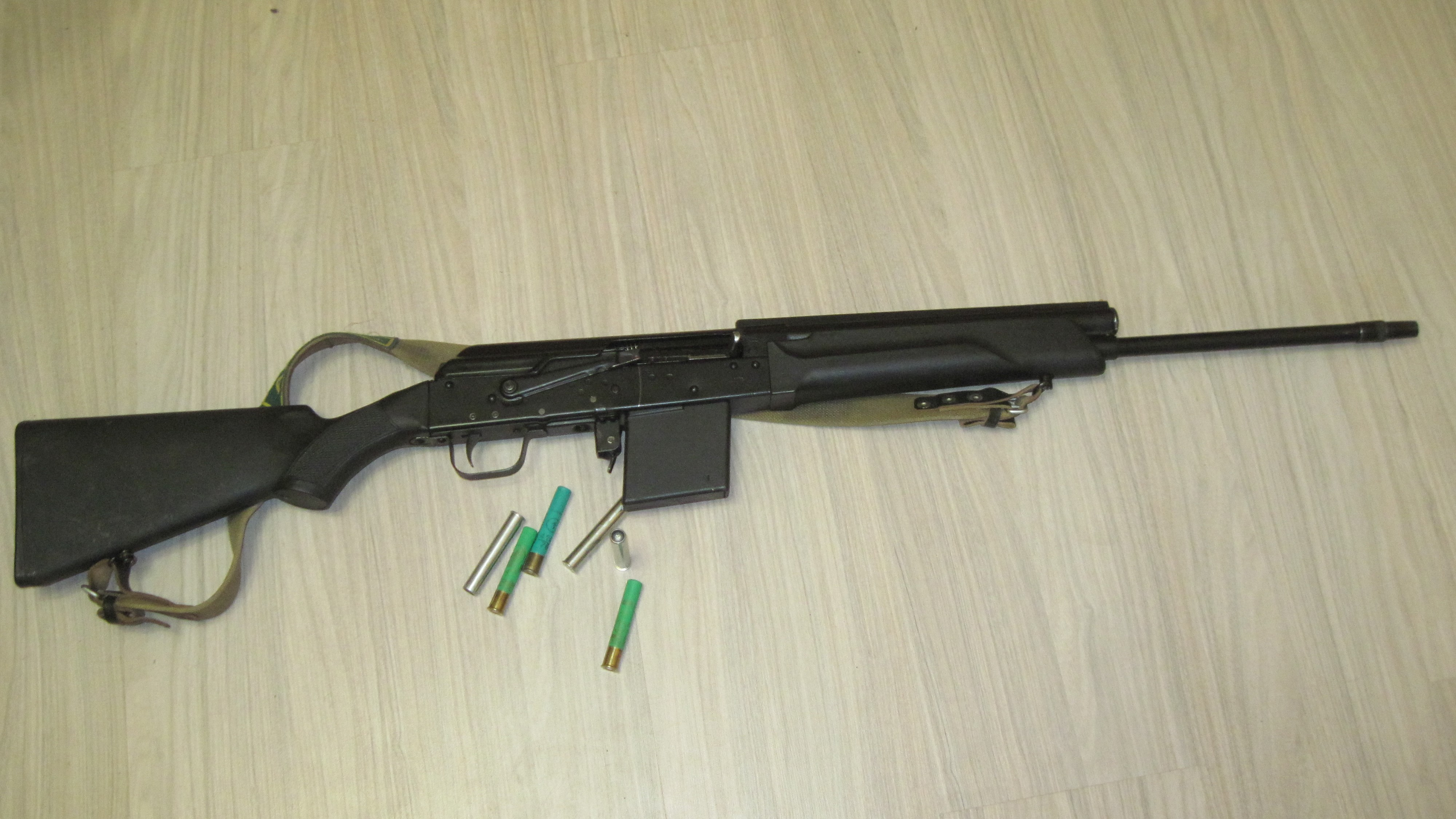
サイガ-410

### サイガ-410
サイガ-410は、547mmの銃身と折りたたみができない銃床を備えた通常仕様。サイガ散弾銃で1番最初に販売されたモデル。訓練やホームガード用途として販売された。標準モデルは黒色のポリマーで銃床、ハンドガードを構成しているが、木製で構成したモデルも存在する。

### サイガ-410S

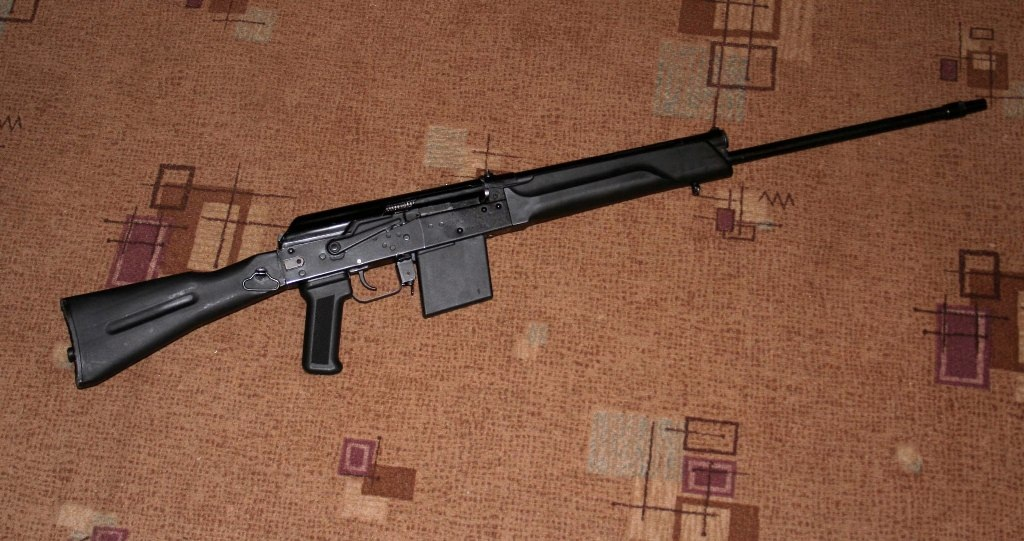
サイガ-410S

サイガ-410Sは、680mmの銃身と折りたたみ可能な銃床を備えたS仕様。

### サイガ-410K
サイガ-410Kは、330mmの銃身と折り畳んだ際に安全装置が作動する銃床を備えたK仕様。

### サイガ-410 isp.01
サイガ-410 isp.01は、長い銃身と折りたたみができない銃床を備えた通常仕様。レシーバー、銃床、ハンドガード、グリップをAK-74M風に変更したモデル。アイアンサイトもタンジェントサイトなどAKスタイルに変更されている。

### サイガ-410 isp.02
サイガ-410 isp.02は、長い銃身と折りたたみができない銃床を備えた通常仕様。サイガ-410 isp.01の銃床、ハンドガードを木製に、グリップをベークライト製に変更したAKM風モデル。またマズルデバイスの形状が変更されている。

### サイガ-410K isp.01
サイガ-410K isp.01は、404mmの銃身と折り畳んだ際に安全装置が作動する銃床を備えたK仕様。サイガ-410 isp.01の銃床を折りたためるようにし、銃身を短縮したモデル。

### サイガ-410K isp.02
サイガ-410 isp.02は、404mmの銃身と折り畳んだ際に安全装置が作動する銃床を備えたK仕様。サイガ-410K isp.01の銃床をAKS-74などで見られるスケルトン金属折りたたみ銃床に変更したモデル。

### サイガ-410K isp.03
サイガ-410K isp.03は、351mmの銃身と折り畳んだ際に安全装置が作動する銃床を備えたK仕様。サイガ-410K isp.01のカービン仕様にあたり、ガスブロックの形状はAK-100シリーズのカービンモデルと同じ形状になっている。

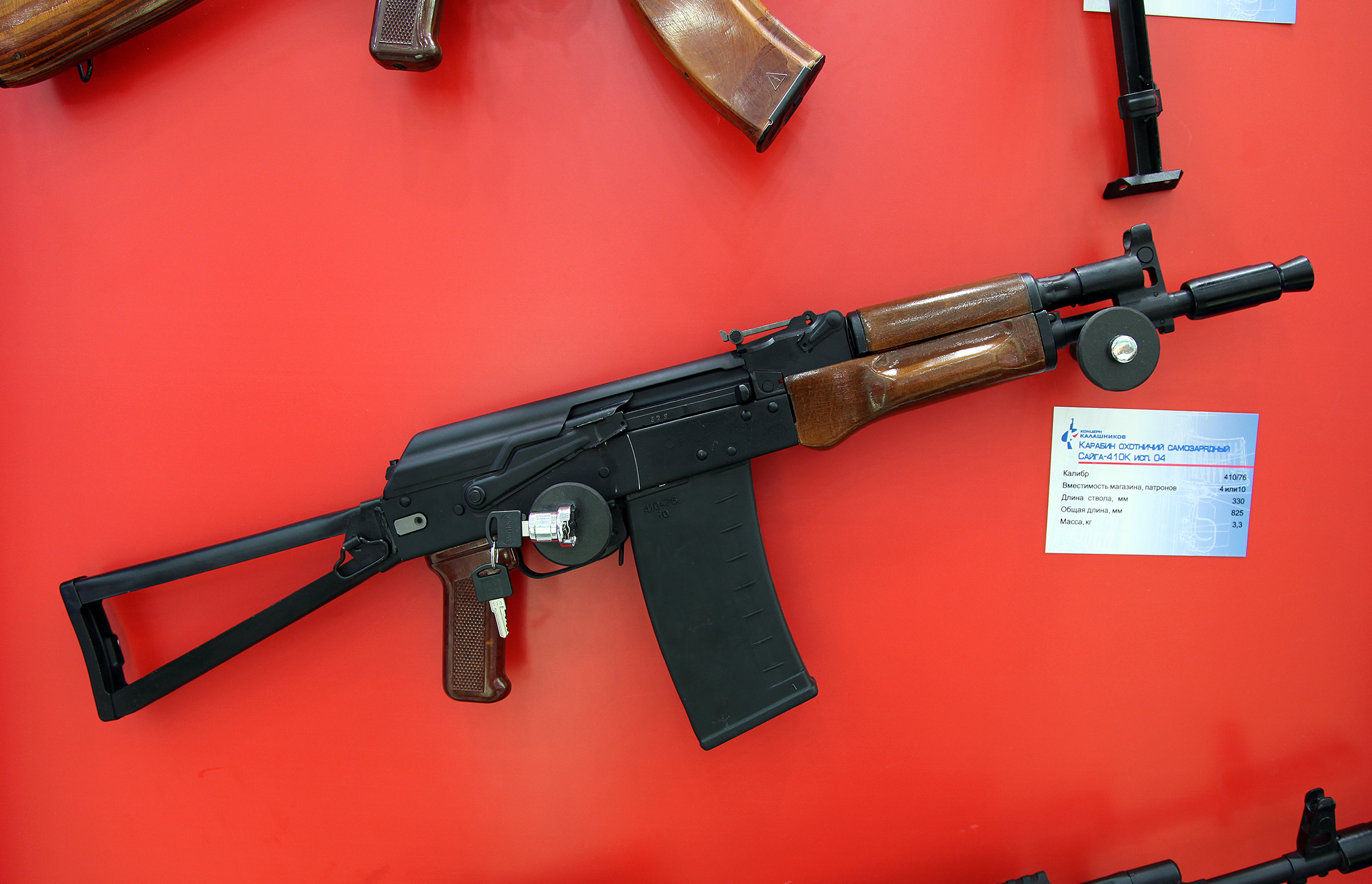
木製銃床、ハンドガード、ベークライト製グリップのサイガ-410K isp.04。

### サイガ-410K isp.04
サイガ-410K isp.04は、351mmの銃身と折り畳んだ際に安全装置が作動する銃床を備えたK仕様。サイガ-410K isp.03の銃床をAKS-74などで見られるスケルトン金属折りたたみ銃床に変更したモデル。ハンドガードを木製に、グリップをベークライト製に変更したモデルも存在する。